# Janina Kocemba-Koehler
Janina Kocemba-Koehler (ur. 1 września 1930 w Targanicach, zm. 22 lipca 2023 w Świdnicy) – polska nauczycielka, posłanka na Sejm PRL VI i VII kadencji.

## Życiorys
Była córką Władysława i Anieli. Podczas II wojny światowej była na przymusowych robotach w Niemczech. W 1945 wraz z rodzicami osiedliła się w Lutomii. W 1950 ukończyła Państwowe Liceum Pedagogiczne w Świdnicy i została w nim nauczycielką języka polskiego, była też opiekunką samorządu szkolnego. W 1959 ukończyła zaoczne studia polonistyczne na Uniwersytecie Warszawskim. Od 1960 do 1985 była zastępcą dyrektora LP w Świdnicy. W 1961 wstąpiła do Towarzystwa Regionalnego Ziemi Świdnickiej (była członkinią jego zarządu) oraz do Polskiej Zjednoczonej Partii Robotniczej (przez dwie kadencje zasiadała w Komitecie Powiatowym partii). Dwukrotnie była delegatką na Konferencję Wojewódzką partii. Była wieloletnią przewodniczącą Zespołu do spraw Oświaty i Wychowania przy KP PZPR. Dwukrotnie została posłanką na Sejm PRL VI i VII kadencji w latach 1972–1980, reprezentującą okręg Wałbrzych. Zasiadała w dwóch komisjach sejmowych: oświaty i wychowania oraz prac ustawodawczych. W 1975 uzyskała stopień doktora nauk humanistycznych. W 1981 podjęła pracę w zespole redakcyjnym „Rocznika Świdnickiego”. Zasiadała także w zespole redakcyjnym wydanej w 2013 publikacji Moje dwie „małe ojczyzny” – wspomnienia świdniczan…
Otrzymała Srebrny Krzyż Zasługi, Krzyż Kawalerski Orderu Odrodzenia Polski, Medal Komisji Edukacji Narodowej, Złotą Odznakę ZNP, odznakę „Zasłużony Działacz Kultury” (1975), medal „Zasłużony dla miasta Świdnicy” (1978) oraz tytuł „Zasłużony dla Miasta Świdnicy” (2014). Pochowana 27 lipca 2023 w Świdnicy.